# Ferdo Rožić
Ferdo Rožić (1877. – 1949.), bio je hrvatski svećenik, pjesnik, govornik, prozaik, publicist, polemičar, kulturni djelatnik, književni kritičar, pučki prosvjetitelj, erudit i urednik. Predsjedavao je Hrvatskim književnim društvom sv. Jeronima i uređivao je katolički list Hrvatsku prosvjetu. Po struci bio je bogoslov i klasični filolog.
Bitan je za hrvatsku kulturu kao osoba koja je pridonijela katoličkoj književnoj i kulturnoj politici u razdoblju između prvog i drugog svjetskog rata. Rad mu je osobito bio usmjeren širenju pučke prosvjete.
Autorom je stilski najboljih i jednih od intelektualno najdubljih tekstova hrvatske katoličke misli u 20. stoljeću. Rožić je osoba koja je dala paradigmu katoličke kulturne strategije, po kojoj se katoličkim svjetonazorom treba što više prožeti kulturni prostor, pri čemu se mora služiti pučkom prosvjetom i kulturom.

## Djela
- Katolički kulturni putokazi. Članci i govori (priredio Vladimir Lončarević), 2011.